# 五日町村
五日町村（いつかまちむら）は、かつて新潟県古志郡にあった村。

## 沿革
- 1889年（明治22年）4月1日 - 町村制施行に伴い古志郡文納村、人面村、下塩村、二日町村、熊袋村が合併し、五日町村が発足。
- 1901年（明治34年）11月1日 - 古志郡川谷村、吉樫村と合併し、下塩谷村となり消滅。